# Tignes
Tignes is een gemeente in het Franse departement Savoie (regio Auvergne-Rhône-Alpes). De plaats maakt deel uit van het arrondissement Albertville. Tignes is een belangrijke wintersportplaats en heeft een uitgestrekt skigebied Espace Killy dat verbonden is met dat van Val d'Isère. De gemeente telde 1.953 inwoners op 1 januari 2022.

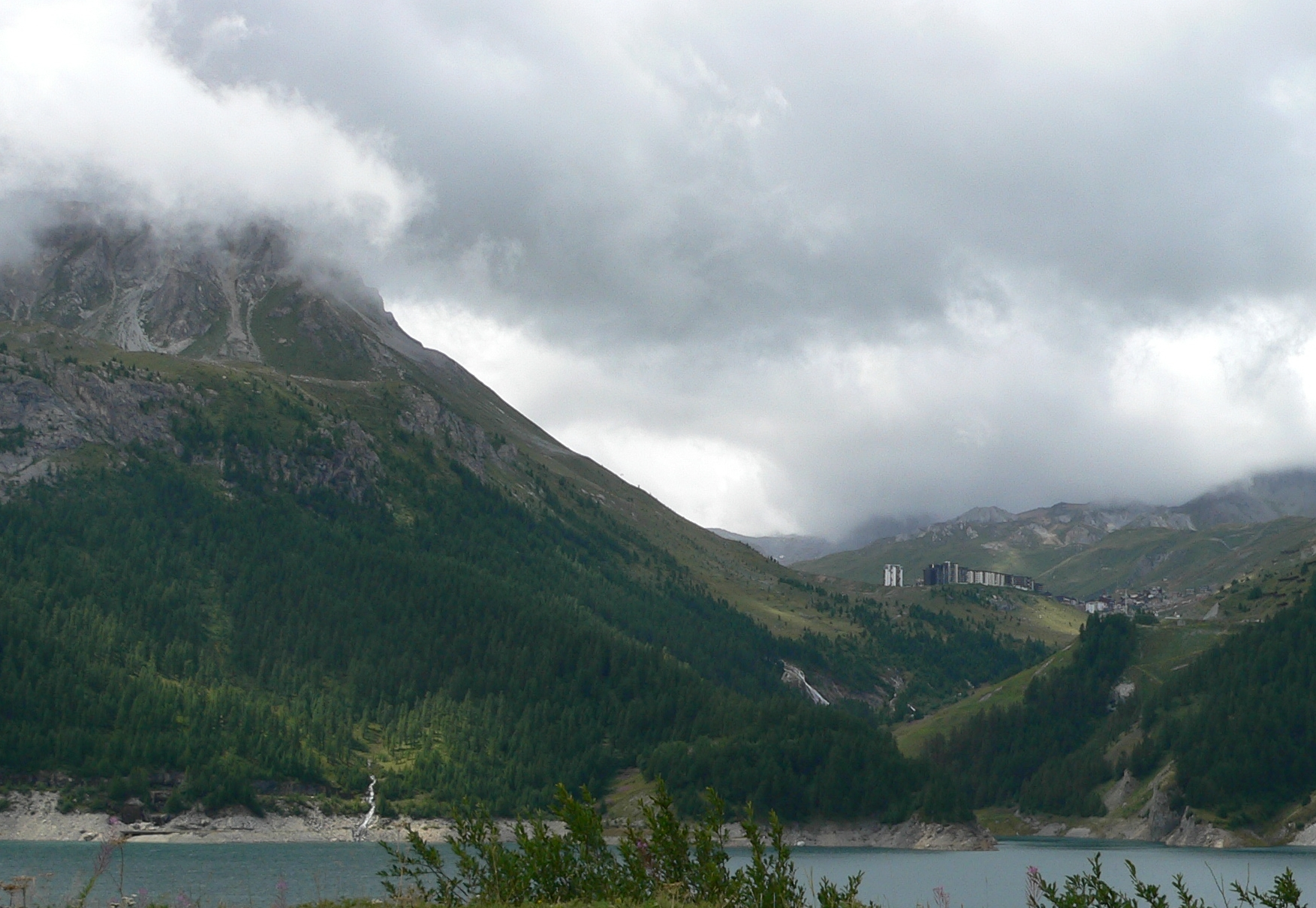
Uitzicht op Tignes over het Lac du Chevril

## Geschiedenis

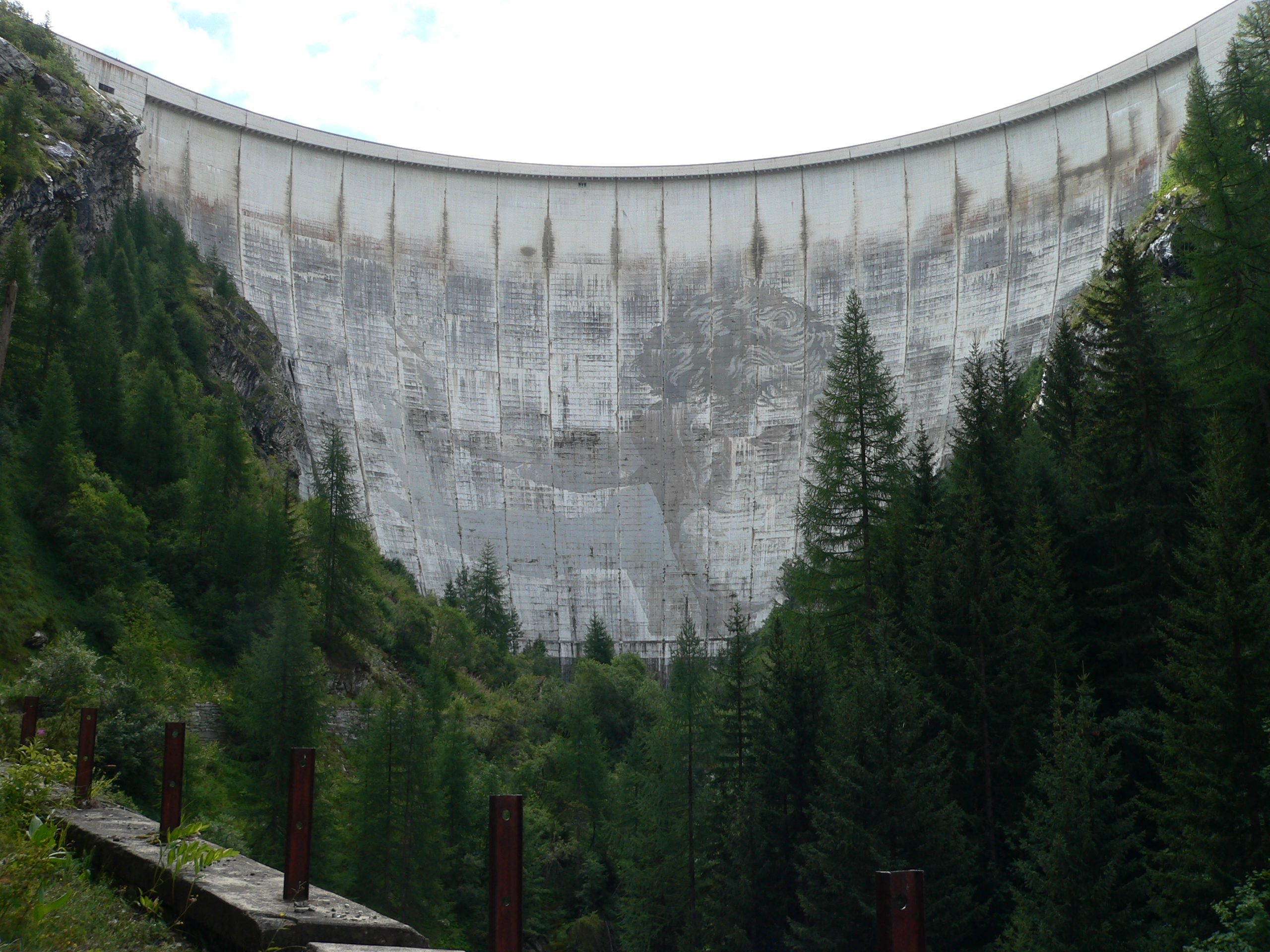
Stuwdam

Het dorpje Tignes lag vroeger in de vallei van de Isère, iets lager dan Val d'Isère. Na de Tweede Wereldoorlog werd echter een hydro-elektrische stuwdam aangelegd op de Isère. Door het ontstane stuwmeer, het Lac du Chevril, zou het oude dorpje Tignes onder water komen te liggen. De kerk werd verhuisd naar Tignes-les-Boisses, en het dorp liep uiteindelijk onder in 1952. Om de tien jaar laat EDF het meer voor inspectie- en onderhoudswerken aan de dam leeglopen voor onderhoudswerken, en worden de resten van het oude Tignes nog zichtbaar.

## Kernen

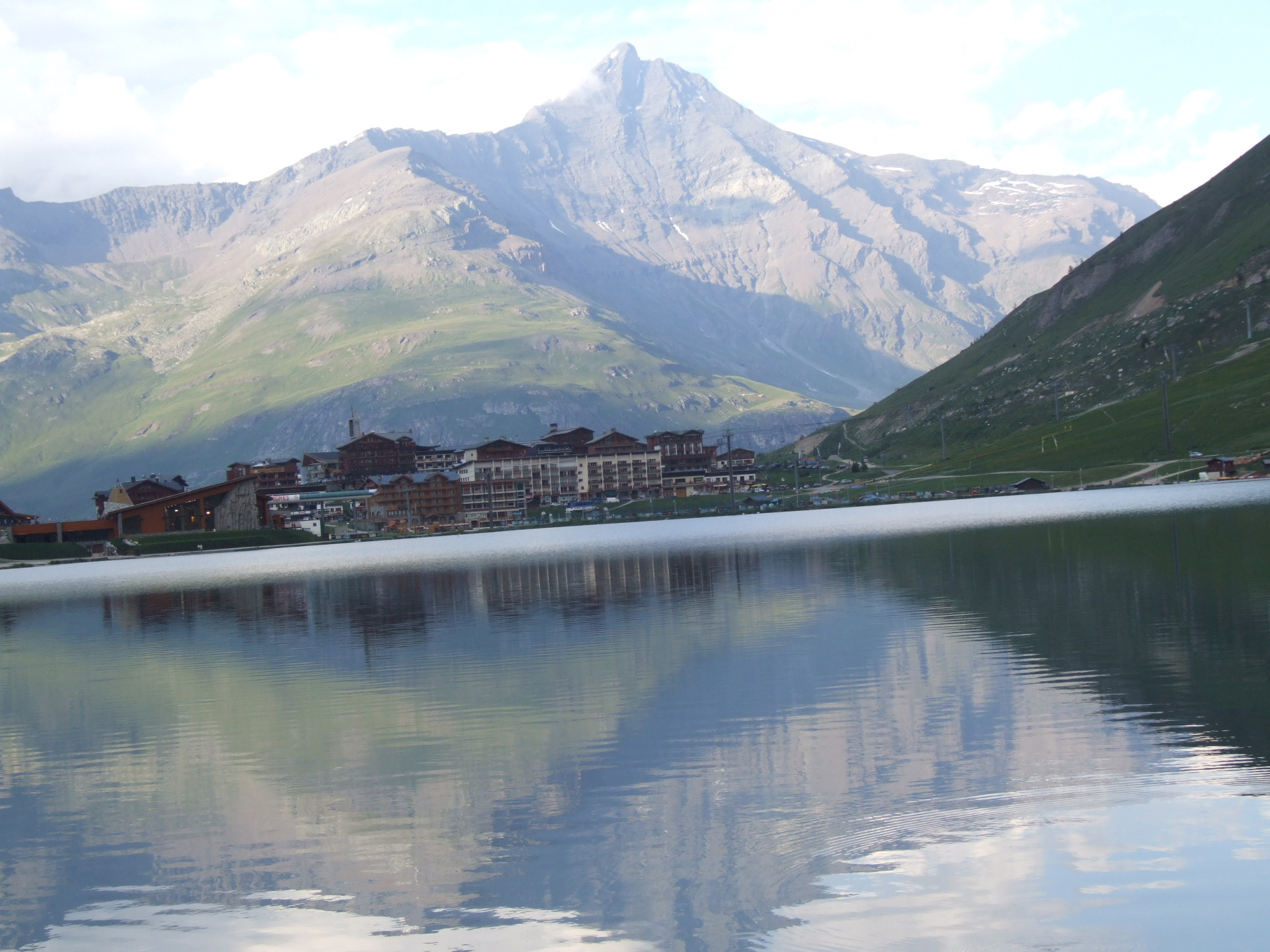
Tignes-le-Lac

De gemeente bestaat uit de dorpjes Tignes-Val-Claret op 2127 meter hoogte, Tignes-le-Lac op 2100 meter, Tignes-le-Lavachet op 2100 meter, Tignes-1800 op 1800 meter, Tignes-les-Boisses op 1850 meter en Les Brévières op 1550 meter. Brévières is een oud dorpje, de rest ontstond na de constructie van de stuwdam of als skistation.

## Geografie
De oppervlakte van Tignes bedroeg op 1 januari 2022 81,63 vierkante kilometer; de bevolkingsdichtheid was toen 23,9 inwoners per km².

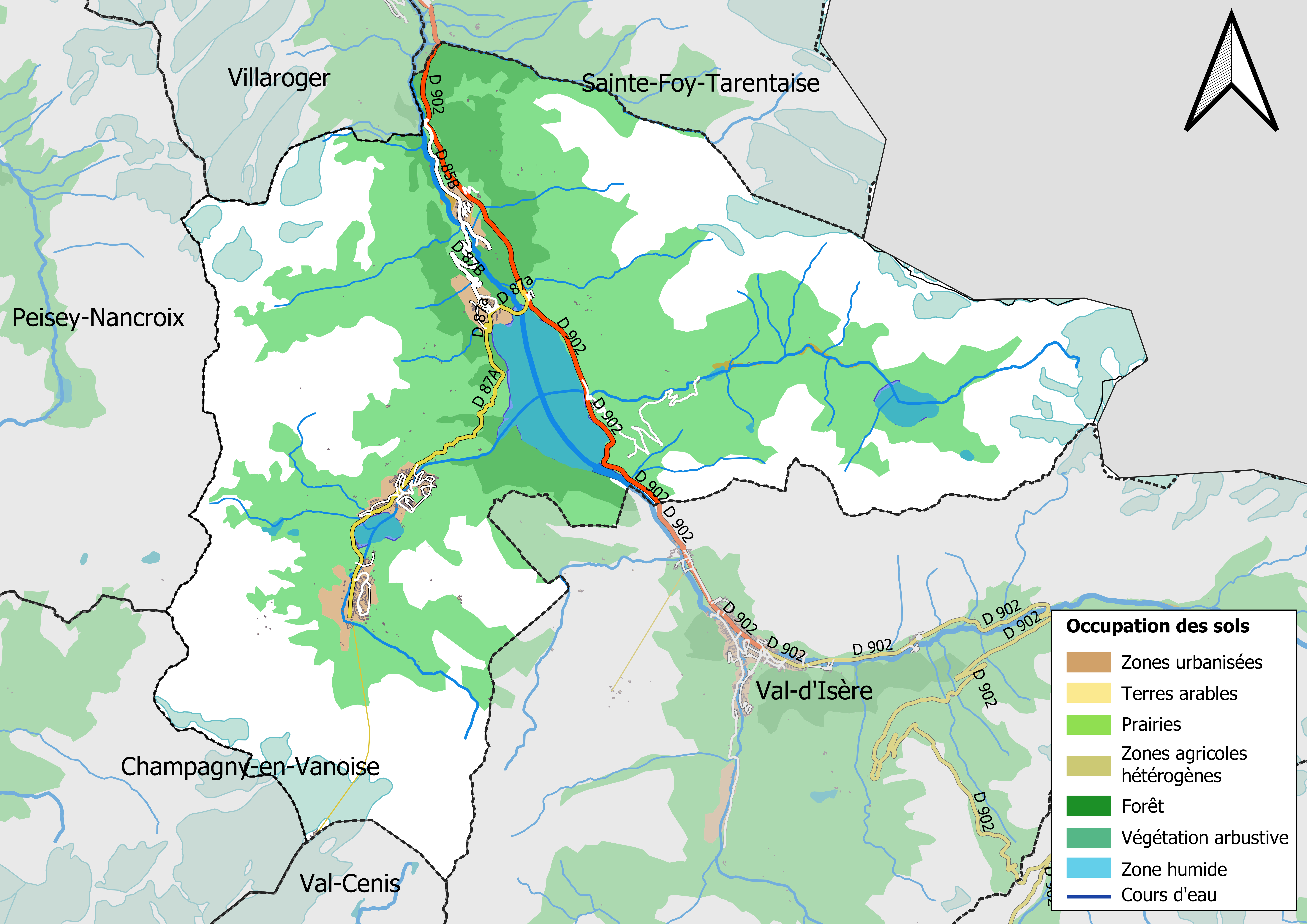
Kaart van de gemeente met de belangrijkste infrastructuur, bodemgebruik en omliggende gemeenten

## Demografie
Onderstaande figuur toont het verloop van het inwonertal (bron: INSEE-tellingen).

## Toerisme
Tignes is voor een groot deel afhankelijk van het toerisme, met name wintersport. Het dorp vormt samen met Val-d'Isère het skigebied Espace Killy.
Op de flanken van de bergtop de Grande Motte kan ook in de zomer geskied worden. Tignes biedt een groot aantal skiliften: een trektouw, sleepliften, stoeltjesliften en verschillende kabelbanen. Hieronder zit de lift Bollin Fresse. Tevens is er een ondergrondse kabelspoorweg: de funiculaire du Perce Neige.

## Sport
Tignes was twee keer finishplaats in de wielerkoers Ronde van Frankrijk. De Deen Michael Rasmussen won er in de editie van 2007 een bergetappe. De 19e etappe van de Ronde van Frankrijk 2019 zou eindigen in Tignes, maar werd als gevolg van hagel, modderstromen en aardverschuivingen in de afdaling van de Col de l'Iseran voortijdig stilgelegd. Daarom kreeg Tignes in 2021 een herkansing. Deze etappe werd gewonnen door de Australiër Ben O'Connor.